# Unsere Jagdflieger
Unsere Jagdflieger, Untertitel Ihr Leben und ihre Leistungen in Einzeldarstellungen, war eine während des Zweiten Weltkriegs erschienene NS-propagandistische Groschenheftreihe über bekannte Jagdflieger der deutschen Luftwaffe, die der Trivialliteratur zuzuordnen ist.

## Beschreibung
Die Heftreihe Unsere Jagdflieger erschien 1943 und wurde im Auftrag von Hermann Göring vom General der Jagdflieger herausgegeben. Die Einzelhefte hatten einen Umfang von 48 bis 64 Seiten und enthielten mehrere Fotoseiten. Die Titelseite war betont schlicht gehalten. Die Reihe erschien im eigentlich für die Herausgabe literarischer Brief- und Quellenausgaben gegründeten Hanns-Arens-Verlag Berlin/Herrlingen. Verfasser der Einzelhefte waren neben einschlägig tätigen Journalisten und Kriegsberichterstattern – darunter der spätere Theaterintendant Kurt Hübner und der spätere ZDF-Intendant Karl Holzamer – Autoren mit Bezug zur Fliegerei, so Franz Ludwig Neher und Adalbert Norden (d. i. Adalbert Schultz, 1901–1986), ferner die bekannten Schriftsteller Friedrich Griese und Walter von Molo. Auffällig ist die Autorenschaft des südafrikanischen Professors und „Luftwaffenpsychologen“ Paul Robert Skawran (1900–1986).

## Liste der erschienenen Hefte
- Adalbert Norden: Mölders (Heft 1)
- Friedrich Griese: Oesau (Heft 2)
- F. L. Neher: Wick (Heft 3)
- F. L. Neher: Philipp (Heft 4)
- Walter König: Jennewein (Heft 5)
- Kurt Hübner: Nowotny (Heft 6)
- Fritz Dettmann: Marseille (Heft 7)
- Franz-Ludwig Neher: Balthasar (Heft 8)
- Adalbert Norden: Müncheberg (Heft 9)
- Erwin Kirchhof: Mayer (Heft 10)
- Gerd Schulte: Wilcke (Heft 11)
- Heinz Schwitzke: Wurmheller (Heft 13)
- Paul-Robert Skawran: Strelow (Heft 14)
- Wilhelm Renner: Galland (Heft 15)
- Franz-Ludwig Neher: Trautloft (Heft 16)
- Walter von Molo: Lützow (Heft 17)
- Karl Holzamer: Maltzahn (Heft 18)
- Wilhelm Renner: Priller (Heft 19)
- K. K. Krebs: Graf (Heft 20)
- Paul-Robert Skawran: Bär (Heft 21)
- E. Badenhoop: Nordmann (Heft 22)
- Alfons von Czibulka: Gollob (Heft 23)
- Hanns Arens: Hartmann (Heft 24)
- Paul Karlson: Rall (Heft 25)
- Hanns Arens: Barkhorn (Heft 26)
- Franz-Ludwig Neher: Ihlefeld (Heft 27)
- Werner Kark: Lent (Heft 28)
- Paul Karlson: Streib (Heft 29)
- Hans Gräwe: Schnauffer (Heft 30)
- Paul Karlson: Radusch (Heft 31)
- Franz-Ludwig Neher: Sayn-Wittgenstein (Heft 32)
- Franz-Ludwig Neher: Herrmann (Heft 33)
- Hanns Arens: Herget (Heft 34)
- Hans Gräwe: Jabs (Heft 35)
- Franz-Ludwig Neher: Gildner (Heft 36)
- Hans Gräwe: Becker (Heft 37)
- Franz-Ludwig Neher: Lippe-Weißenfeld (Heft 38)[2]